# Eryngium maritimum
La calcatrèppola marina, calcatreppola marittima o eringio marino (Eryngium maritimum L., 1753) è una pianta della famiglia delle Apiacee (o Umbelliferae) diffusa sulle coste sabbiose del Mediterraneo e dell'Atlantico orientale.

## Descrizione

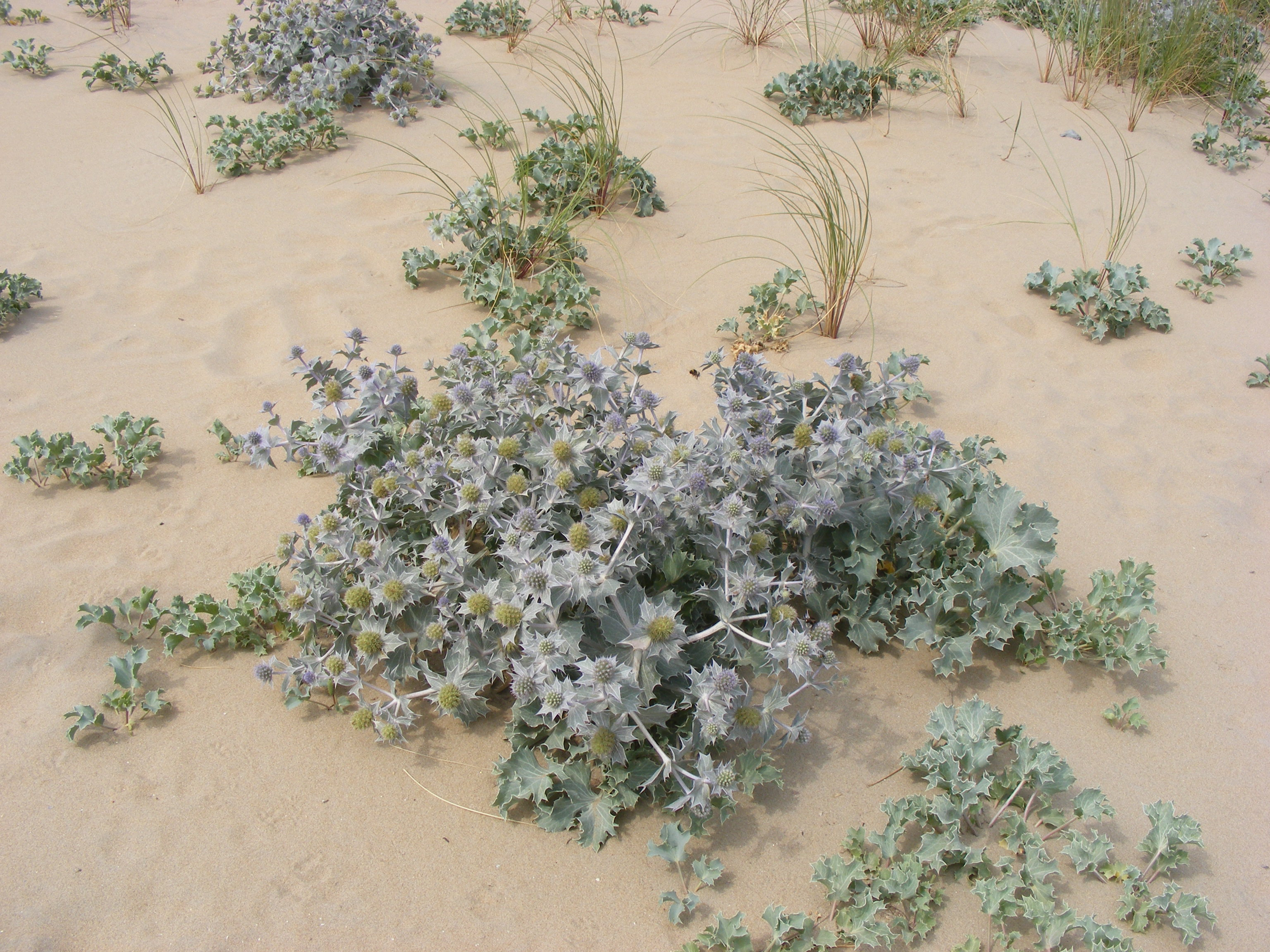
Portamento

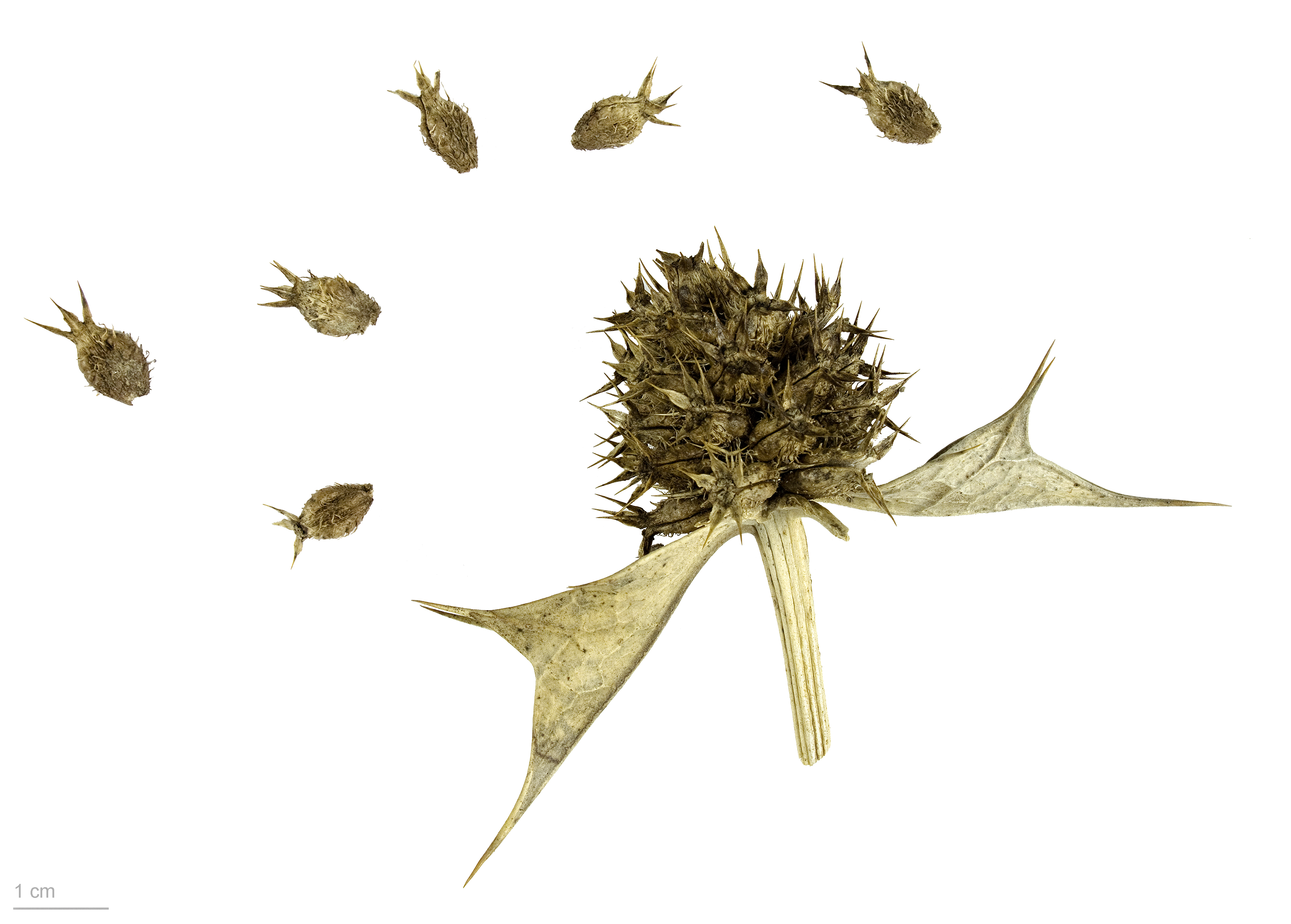
Frutto e semi

È una pianta erbacea perenne, coriacea e spinosa, dotata di un robusto rizoma, con fusti alti tra i 20 e i 60 cm, ramificati in alto, di colore grigio-verde.
Le foglie sono coriacee, plurilobate, con margine spinoso, di colore grigio-verde con tonalità azzurrine.
L'infiorescenza è una ombrella compatta, disposta all'apice del fusto e all'ascella delle foglie, formata da fiori ermafroditi di 2–4 cm, di colore blu ametista, protetti da brattee spinose. Fiorisce da giugno a settembre.
Il frutto è un achenio ovoidale provvisto di uncini superficiali che ne facilitano la disseminazione.

## Biologia
È una specie pioniera delle dune, che grazie al suo esteso apparato radicale riesce a bloccare il movimento della sabbia, stabilizzandola, facilitando così lo sviluppo della vegetazione colonizzatrice.

## Distribuzione e habitat
La specie è presente soprattutto sulle coste del Mediterraneo (Europa meridionale, Nord Africa e Medio Oriente) ma anche in quelle dell'Atlantico orientale, dal Portogallo sino alla Scandinavia e al mar Baltico.
Vegeta sulle dune litorali, spesso in associazione con Ammophila arenaria e Pleurotus eryngii.

## Citazioni nella cultura
In epoca elisabettiana, le radici candite di questa pianta venivano vendute come dolci chiamati eringoes. Si riteneva avessero proprietà afrodisiache, e proprio in questo senso vengono citati da Falstaff ne Le allegre comari di Windsor di Shakespeare:
(William Shakespeare, "The Merry Wives of Windsor", Act 5, scene v)
Nel 1987 la calcatreppola marina è stata nominata Fiore dell'anno in Germania.